# Castéras
Castéras település Franciaországban, Ariège megyében. Lakosainak száma 22 fő (2022. január 1.). Castéras Artigat, Les Bordes-sur-Arize, Carla-Bayle, Lanoux és Sabarat községekkel határos.

## Népesség
A település népességének változása:
| Lakosok száma | 37   | 28   | 22   | 31   | 31   | 28   | 24   | 22   | 21   | 22   |
|               | 1968 | 1982 | 1990 | 2006 | 2013 | 2015 | 2017 | 2019 | 2020 | 2022 |